# Podsavezna nogometna liga Rijeka 1958./59.
Podsavezna nogometna liga Rijeka (također i kao Riječka podsavezna liga, Liga Riječkog nogometnog podsaveza) je bila liga trećeg stupnja nogometnog prvenstva Jugoslavije u sezoni 1958./59. 
 
Sudjelovalo je 12 klubova, a prvak je bio "Orijent" iz Rijeke. 
 
Reorganizacijom ligaškog natjecanja za sezonu 1959./60. osnovana je "Riječko-istarska zona", te je "Riječka podsavezna liga" postala liga četvrtoh stupnja.  

## Ljestvica
| mj. | klub                       | ut. | pob. | ner. | por. | gol+ | gol- | bod |
| --- | -------------------------- | --- | ---- | ---- | ---- | ---- | ---- | --- |
| 1.  | Orijent Rijeka             | 22  | 20   | 0    | 2    | 79   | 20   | 40  |
| 2.  | Goranin Delnice            | 22  | 16   | 3    | 3    | 67   | 24   | 35  |
| 3.  | Torpedo Rijeka             | 22  | 17   | 1    | 4    | 73   | 26   | 35  |
| 4.  | Crikvenica                 | 22  | 10   | 7    | 5    | 43   | 33   | 27  |
| 5.  | Lokomotiva Rijeka          | 22  | 11   | 4    | 7    | 54   | 34   | 26  |
| 6.  | Naprijed Hreljin           | 22  | 12   | 1    | 9    | 50   | 41   | 25  |
| 7.  | Nehaj Senj                 | 22  | 9    | 1    | 12   | 37   | 45   | 19  |
| 8.  | Grobničan (Cernik – Čavle) | 22  | 7    | 2    | 13   | 43   | 68   | 16  |
| 9.  | Vulkan Rijeka              | 22  | 7    | 2    | 13   | 28   | 59   | 16  |
| 10. | Mladost Kraljevica         | 22  | 4    | 5    | 13   | 36   | 58   | 13  |
| 11. | Opatija                    | 22  | 4    | 1    | 17   | 33   | 79   | 9   |
| 12. | Borac Bakar                | 22  | 1    | 1    | 20   | 24   | 72   | 3   |

## Rezultatska križaljka
| kratica | klub                       | BOR | CRI | GOR | GRO | LOK | MLA | NAP | NEH | OPA | ORI | TOR | VUL |
| --- | -------------------------- | --- | --- | --- | --- | --- | --- | --- | --- | --- | --- | --- | --- |
| BOR | Borac Bakar                |     |     |     |     |     |     |     |     |     |     |     |     |
| CRI | Crikvenica                 |     |     |     |     |     |     |     |     |     |     |     |     |
| GOR | Goranin Delnice            |     |     |     |     |     |     |     |     |     |     |     |     |
| GRO | Grobničan (Cernik – Čavle) |     |     |     |     |     |     |     |     |     |     |     |     |
| LOK | Lokomotiva Rijeka          |     |     |     |     |     |     |     |     |     |     |     |     |
| MLA | Mladost Kraljevica         |     |     |     |     |     |     |     |     |     |     |     |     |
| NAP | Naprijed Hreljin           |     |     |     |     |     |     |     |     |     |     |     |     |
| NEH | Nehaj Senj                 |     |     |     |     |     |     |     |     |     |     |     |     |
| OPA | Opatija                    |     |     |     |     |     |     |     |     |     |     |     |     |
| ORI | Orijent Rijeka             |     |     |     |     |     |     |     |     |     |     |     |     |
| TOR | Torpedo Rijeka             |     |     |     |     |     |     |     |     |     |     |     |     |
| VUL | Vulkan Rijeka              |     |     |     |     |     |     |     |     |     |     |     |     |
| |                            |     |     |     |     |     |     |     |     |     |     |     |     |
| podebljan rezultat - utakmice od 1. do 11. kola (1. utakmica između klubova) rezultat normalne debljine - utakmice od 12. do 22. kola (2. utakmica između klubova) rezultat nakošen - nije vidljiv redoslijed odigravanja međusobnih utakmica iz dostupnih izvora rezultat smanjen * - iz dostupnih izvora nije uočljiv domaćin susreta prekrižen rezultat - poništena ili brisana utakmica p - utakmica prekinuta 3:0 p.f. / 0:3 p.f. - rezultat 3:0 bez borbe n.i. - nije igrano |                            |     |     |     |     |     |     |     |     |     |     |     |     |

 Izvori:

## Kvalifikacije za 2. liga 1959./60.
| Uljanik Pula – Orijent | 0:1, 3:0 |